# 十六観智
十六観智（じゅうろくかんち、巴: ñāṇa-dassana）とは、『清浄道論』にまとめられた上座部仏教のヴィパッサナー瞑想（観）によって獲得される智（ニャーナ, ñāṇa）の総称。
なお、『アビダンマッタ・サンガハ』では、この内の3〜12までをまとめて十観智（じゅうかんち）とする。

## 構成
以下の16の智（ニャーナ, ñāṇa）から成る。
1. 名色分離智（nāmarūpa-pariccheda-ñāṇa） : 現象認知における意識（nāma ナーマ, 名）と対象（rūpa ルーパ, 色）の分離。
2. 縁摂受智（paccaya-pariggaha-ñāṇa） : 意識（nāma ナーマ, 名）と対象（rūpa ルーパ, 色）の相互条件付け・因果関係の理解。
3. 思惟智（sammasana-ñāṇa） : 上記の因果の生成消滅を通じての「三相」（無常・苦・無我）の理解。
4. 生滅智（udayabbaya-ñāṇa） : 生成消滅のより深く明晰な理解。高い集中、平静さ、対象の微細化、時間感覚の伸張・喪失、強い光やイメージ（nimitta ニミッタ）の経験などを伴う。
5. 壊滅智（bhaṅga-ñāṇa） : 生成消滅の消滅のみに注意を払い、対象の消滅と、それを観察する意識の消滅を感得。
6. 怖畏智（bhaya-ñāṇa） : 消滅の継続的観察を通して、意識（nāma ナーマ, 名）と対象（rūpa ルーパ, 色）の生成消滅現象を危険なものと感得。ただしその危険感覚と自己の同一化を避けることで恐れは無い。
7. 過患智（ādīnava-ñāṇa） : 消滅の継続的観察を通して、意識（nāma ナーマ, 名）と対象（rūpa ルーパ, 色）の生成消滅現象を、苦の集まりで、幸福はなく、無利益・不利益（過患）であると感得。
8. 厭離智（nibbidā-ñāṇa） : 消滅の継続的観察を通して、意識（nāma ナーマ, 名）と対象（rūpa ルーパ, 色）の生成消滅現象を、魅力が無い退屈で疎ましい幻滅したものとして感得。
9. 脱欲智（muñcitukamyatā-ñāṇa） : 上記6-8を踏まえた上で、その生成消滅現象から脱したい、自由になりたいと欲する。
10. 省察智（paṭisaṅkhā-ñāṇa） : 瞑想を放棄せず、瞑想こそが唯一の解決手段であると考え直し、瞑想に留まり続ける。
11. 行捨智（saṅkhārupekkhā-ñāṇa） : 現象をより深く強い注意力で、対象から完全に距離を保って平静に観察する。「中道」「空」に到達[5]。
12. (諦)随順智（(sacca)anuloma-ñāṇa） : 上記4-11の「八智」の集成として、涅槃（現象の停止）へと向かう。
13. 種姓智（gotrabhu-ñāṇa） : 涅槃（現象の停止）への移行。
14. 道智（magga-ñāṇa） : 涅槃（現象の停止）の経験。一刹那。
15. 果智（phala-ñāṇa） : 涅槃（現象の停止）の経験。二刹那。
16. 観察智（反省智）（paccavekkhaṇa-ñāṇa） : 涅槃（現象の停止）経験の反省（振り返り）。4の生滅智（生成消滅）から瞑想再開[6]。

## 七清浄との対応関係
十六観智と、『清浄道論』に示された修行次第である「七清浄」における3～7の「清浄」との対応関係は以下の通り。
| 七清浄                                            | 十六観智 |
| ------------------------------------------------- | --- |
| 見清浄（ditthi-visuddhi）                         | 名色分離智（nāmarūpa-pariccheda-ñāṇa） |
| 度疑清浄（kankhā-vitaraṇa-visuddhi）              | 縁摂受智（paccaya-pariggaha-ñāṇa） |
| 道非道智見清浄（maggāmagga-ñāṇadassana-visuddhi） | 思惟智（sammasana-ñāṇa） 生滅智（udayabbaya-ñāṇa） |
| 行道智見清浄（paṭipadā-ñanadassana-visuddhi）     | 壊滅智（bhaṅga-ñāṇa） 怖畏智（bhaya-ñāṇa） 過患智（ādīnava-ñāṇa） 厭離智（nibbidā-ñāṇa） 脱欲智（muñcitukamyatā-ñāṇa） 省察智（paṭisaṅkhā-ñāṇa） 行捨智（saṅkhārupekkhā-ñāṇa） (諦)随順智（(sacca)anuloma-ñāṇa） |
|                                                   | 種姓智（gotrabhu-ñāṇa） |
| 智見清浄（ñāṇadassana-visuddhi）                  | 道智（magga-ñāṇa） 果智（phala-ñāṇa） |
|                                                   | 観察智（反省智）（paccavekkhaṇa-ñāṇa） |